# Südamerikaspiele 2022/Bogenschießen
Bei den Südamerikaspielen 2022 wurden zwischen dem 2. und 5. Oktober 2022 zehn Bewerbe im Archery National Center in der paraguayischen Hauptstadt Asunción im Bogenschießen ausgetragen.

## Medaillen Herren
| Kategorie       | Gold                                                | Silber                                              | Bronze                                          |
| --------------- | --------------------------------------------------- | --------------------------------------------------- | ----------------------------------------------- |
| Recurve Einzel  | Jorge Enríquez                                      | Marcus Vinicius D'Almeida                           | Andrés Pila                                     |
| Compound Einzel | Ivan Nikolajuk                                      | Roberval dos Santos                                 | Alejandro Martín                                |
| Recurve Team    | Marcus Vinicius D'Almeida Matheus Gomes Matheus Ely | Andrés Pila Daniel Pineda Jorge Enríquez            | Kevin Pérez Luis Vivas Victor Palacio           |
| Compound Team   | Pablo Gómez Daniel Muñoz Jagdeep Singh              | Luccas De Abreu Roberval dos Santos Rafael Kawakani | Agustín Infante Alejandro Martín Fabian Seymour |

## Medaillen Damen
| Kategorie       | Gold                                                        | Silber                                        | Bronze                                              |
| --------------- | ----------------------------------------------------------- | --------------------------------------------- | --------------------------------------------------- |
| Recurve Einzel  | Ane Marcelle dos Santos                                     | Valentina Contreras                           | Ana Luiza Caetano                                   |
| Compound Einzel | Sara López                                                  | María Suárez                                  | Alejandra Usquiano                                  |
| Recurve Team    | Ana Clara Machado Ana Luiza Caetano Ane Marcelle dos Santos | Ana Rendón Mariana Ospina Valentina Contreras | Gabriela Anabalón Gabriella Abalde Javiera Andrades |
| Compound Team   | Alejandra Usquiano María Suárez Sara López                  | Alexandra Silva Eiry Nisi Larissa Oliveira    | Blanca Rodrigo Dana Navarrete Mia Navarrete         |

## Medaillen Mixed
| Kategorie     | Gold                      | Silber                                            | Bronze                          |
| ------------- | ------------------------- | ------------------------------------------------- | ------------------------------- |
| Recurve Team  | Jorge Enríquez Ana Rendón | Marcus Vinicius D'Almeida Ane Marcelle dos Santos | Ricardo Soto Javiera Andrades   |
| Compound Team | Jagdeep Singh Sara López  | Luccas De Abreu Eiry Nisi                         | Alejandro Martín Mariana Zúñiga |

## Medaillenspiegel
Ausrichter 
| Platz | Land        | Gold | Silber | Bronze | Gesamt |
| ----- | ----------- | ---- | ------ | ------ | ------ |
| 1     | Kolumbien   | 6    | 4      | 2      | 12     |
| 2     | Brasilien   | 3    | 6      | 1      | 10     |
| 3     | Argentinien | 1    | 0      | 0      | 1      |
| 4     | Chile       | 0    | 0      | 5      | 5      |
| 5     | Ecuador     | 0    | 0      | 1      | 1      |
| 5     | Venezuela   | 0    | 0      | 1      | 1      |
| Total | Total       | 10   | 10     | 10     | 30     |